# 10477 Lacumparsita
A 10477 Lacumparsita (ideiglenes jelöléssel (10477) 1981 ET41) a Naprendszer kisbolygóövében található aszteroida. Schelte J. Bus fedezte fel 1981. március 2-án.

## Kapcsolódó szócikk
- Kisbolygók listája (10001–10500)